# Países pobres muy endeudados

Mapa de los HIPC:
Países aptos para una condonación HIPC completa
Países que optan a un alivio HIPC parcial
Países elegibles para HIPC pero que aún no han cumplido las condiciones necesarias

Los países pobres altamente endeudados o PPME (en inglés: Heavily Indebted Poor Countries) conforman un grupo que se beneficia de la llamada iniciativa HIPC, creada por el G8 para aquellos países con alta deuda pública (principalmente situados en África, Asia y América). Posteriormente a la Iniciativa HIPC se lanzó la Iniciativa MDRI, distinta, pero vinculada operacionalmente.
Dichos países pobres muy endeudados, de acuerdo al lenguaje usado por las instituciones multilaterales correspondía a un grupo original de 41 países en desarrollo, de los cuales 32 tienen un PNB per cápita expresado en valores de 1993 de US$695 o menos y una razón entre el valor neto actualizado de la deuda y las exportaciones superior a 220%, o una razón entre el valor neto actualizado de la deuda y el PNB de más del 80%.
El grupo de PPME deben haber presentado un documento de estrategia de lucha contra la pobreza (DELP) ante la Junta Directiva del FMI, para satisfacer los requisitos de la Iniciativa para los Países Pobres Muy Endeudados. Se incluyen 9 países que acordaron reprogramaciones en condiciones concesionarias con los acreedores oficiales del Club de París.

## Iniciativa HIPC
Fue lanzada en 1996 por el Banco Mundial y el Fondo Monetario Internacional (FMI) como respuesta a las amplias presiones de ONG y otros organismos. Proporciona condonación de deuda y créditos a bajo interés para cancelar los intereses de la deuda o reducirlos a niveles sostenibles, lo que significa que las deudas puedan pagarse completamente en un horizonte temporal asumible. Para entrar en esta iniciativa los países debían encontrarse en una situación de deuda insostenible que no pudiera gestionarse por medios tradicionales. La ayuda también estaba condicionada a que los gobiernos de esos países cumplieran un conjunto de objetivos económicos, y a que adoptaran reformas económicas y sociales.
Debe aclararse que condonación (término más específico) no es lo mismo que alivio (más general). Por ejemplo, un país debe 900 millones de $ al 5 %, y negocia con sus acreedores, porque no puede pagar. Si el resultado de la negociación es que le perdonan 200 millones, pero tiene que seguir pagando el resto al 5 %, eso es una condonación parcial. Si, en cambio, le reducen los intereses al 2 %, eso no es estrictamente una condonación, pero sí un alivio de su deuda.
A enero de 2012 la iniciativa HIPC había identificado 39 países (33 en el África subsahariana) como potencialmente elegibles para aliviar su deuda. Los 36 países que hasta ahora han visto aliviada su deuda, total o parcialmente, son:
| - Afganistán - Benín - Bolivia - Burkina Faso - Burundi - Camerún - República Centroafricana - Chad - República del Congo - República Democrática del Congo - Comoras - Costa de Marfil | - Etiopía - Gambia - Ghana - Guinea - Guinea-Bisáu - Guyana - Haití - Honduras - Liberia - Madagascar - Mali - Mauritania | - Mozambique - Nicaragua - Níger - Ruanda - Santo Tomé y Príncipe - Senegal - Sierra Leona - Surinam - Tanzania - Togo - Uganda - Zambia |

36 países han completado el programa y visto completamente cancelada su deuda externa, después de que Chad pasó el Punto de Terminación en 2015.
Tres países adicionales (Eritrea, Somalia y Sudán) están siendo evaluados para entrar en el programa.
Para aliviar su deuda con la Iniciativa HIPC, un país debe primero satisfacer los requisitos de umbral. Al comienzo de la Iniciativa en 1996, el umbral primario era que la deuda del país permaneciera en niveles insostenibles pese a la completa aplicación de un alivio de deuda bilateral. En ese momento, la Iniciativa consideraba insostenible que la deuda excediera el 200 o 250 % de las exportaciones, o bien que excediera el 200 % de los ingresos públicos.
Una vez que el país ha satisfecho esos requisitos, tiene una trayectoria de estabilidad macroeconómica, ha entregado su Documento Estratégico para la Reducción de la Pobreza y ha pagado sus atrasos más significativos, alcanza entonces el "punto de decisión". A partir de ese momento, empleados del FMI y del Banco Mundial examinan uno por uno los créditos de ese país para analizar la sostenibilidad de la deuda y el nivel de endeudamiento. El país empieza a recibir entonces un alivio provisional (que se puede revocar) de su deuda. Si durante un año mantiene la estabilidad macroeconómica, lleva a cabo las reformas estructurales acordadas e implanta las medidas de dicho documento, entonces el país alcanza el punto de terminación y todo el alivio de su deuda se vuelve irrevocable.

### Financiación de la Iniciativa HIPC
El FMI estima que el coste total de aliviar la deuda de los 40 países actualmente elegibles para la Iniciativa ascendería a unos 71 000 millones de dólares estadounidenses de 2007. La mitad de la financiación la proporcionan el FMI, el Banco Mundial y otras organizaciones multilaterales, mientras que la otra mitad es facilitada por los países acreedores. La parte del FMI se financia actualmente con lo obtenido por las ventas de oro que efectuó la organización en 1999, pero se estima que no será suficiente para cubrir el coste total, y se necesitará recolectar fondos adicionales si más países, como Sudán o Somalia, cumplen las condiciones para entrar en el programa.

### Críticas a la Iniciativa HIPC
Los críticos empezaron muy pronto a atacar el alcance de la Iniciativa y su estructura. Primero criticaron la definición que la Iniciativa hacía de sostenibilidad de la deuda, arguyendo que las ratios deuda-exportaciones y deuda-ingresos públicos eran arbitrarias y demasiado restrictivas. Como prueba adujeron que en 1999 solo 4 países habían recibido alivio de su deuda a través de la Iniciativa HIPC. Después se quejaron de que el programa de 6 años era demasiado largo y demasiado inflexible para adaptarse a las necesidades individuales de las naciones deudoras. En tercer lugar, el FMI y el Banco Mundial no cancelaban ninguna deuda hasta que el país alcanzaba el Punto de Terminación, dejando a los países bajo la presión incrementada de seguir pagando su deuda mientras luchaban por implantar reformas estructurales. En cuarto lugar, las condiciones de la ESAF (Enhanced Structural Adjustment Facility, otro programa de asistencia a países pobres) minaban a menudo los esfuerzos de reducción de la pobreza. Por ejemplo, la privatización de las empresas públicas tendía a elevar el coste de los servicios por encima de lo que los ciudadanos podían pagar. Finalmente los críticos tildaron la Iniciativa HIPC de programa diseñado por los acreedores para proteger los intereses de los acreedores, dejando a los países con niveles de deuda insostenibles precisamente al alcanzar el Punto de Decisión.
Un alivio de deuda inadecuado para estos países significa que necesitarán gastar más en el servicio de su deuda, en vez de invertir activamente en programas que puedan reducir la pobreza.

### Respuestas a las críticas
La Iniciativa HIPC respondió a sus deficiencias ampliando la definición de deuda insostenible, permitiendo así un mayor alivio de la deuda a más países, y más rápido.
Desde 1996 el FMI ha modificado la Iniciativa de varias formas, a menudo en respuesta a las deficiencias señaladas por los críticos. Primero la reestructuró en 1999, modificando las condiciones de umbral. Hoy día, la Iniciativa HIPC define tres requisitos mínimos para participar en ella. Primero, como antes, un país debe mostrar que su deuda es insostenible; sin embargo los objetivos para determinar la insostenibilidad decrecieron a un criterio general, una ratio deuda-exportaciones superior al 150 % y, para países de economías muy abiertas, un criterio específico de ratio deuda-ingresos públicos superior al 250 %. Segundo, el país debe ser lo bastante pobre como para acceder a créditos de la Asociación Internacional de Fomento del Banco Mundial o del Instrumento para la Reducción de la Pobreza y el Crecimiento (PRGF por sus siglas en inglés, sucesor del ESAF) del FMI, que proporcionan créditos en condiciones muy favorables (específicamente llamadas "concesionales": intereses bajos, sin intereses, largos períodos de carencia, etc.) a las naciones más pobres del mundo. Y tercero, el país debe establecer un historial de reformas que ayuden a prevenir futuras crisis de deuda.
Además de las modificaciones en los requisitos de umbral, las revisiones de 1999 introdujeron varios cambios más. Primero, se abandonó la estructura de 6 años para reemplazarla por un «punto de terminación flotante» que permite a los países avanzar hacia la terminación (de la transformación de su exceso de deuda) en menos de 6 años. Segundo, se permite que el alivio de la deuda empiece inmediatamente (antes se producía cuando se terminaba el programa), de modo que los países empiecen a ver un alivio parcial antes de alcanzar el punto de terminación. Y tercero, el PRGF modificó sustancialmente el ESAF recortando el número y el detalle de las condiciones del FMI y animando a una mayor participación del país beneficiario en el diseño del programa.
Uno de los objetivos del PRGF es asegurar que las naciones empobrecidas recanalicen el dinero liberado del pago de la deuda a programas de reducción de la pobreza. Con ese fin, se elabora un Documento Estratégico para la Reducción de la Pobreza (PRSP por sus siglas en inglés) para cada país participante en el PRGF. Este documento describe los programas macroeconómicos, estructurales y sociales que el país seguirá para fomentar el crecimiento económico y reducir la pobreza. En la redacción del documento deben participar una amplia variedad de entes gubernamentales, ONG y sociedad civil para asegurar que tiene apoyo local. Con la Iniciativa HIPC revisada, un país alcanza el punto de decisión una vez que ha demostrado sus progresos en el seguimiento de su PRSP. El país alcanza posteriormente el punto de terminación una vez que ha adoptado y seguido su PRSP durante al menos un año y ha demostrado estabilidad macroeconómica.
En 2001 el FMI introdujo otra herramienta para aumentar la eficacia de la Iniciativa HIPC: el «rellenado» (topping up). Los países que sufren retrocesos económicos imprevistos después del punto de decisión, debidos a factores externos como la elevación de los tipos de interés o la caída de los precios de las materias primas que exportan, son elegibles para un perdón suplementario de su deuda por encima del punto de decisión.
Un progreso adicional hacia el alivio de la deuda fue anunciado el 21 de diciembre de 2005, cuando el FMI concedió la aprobación preliminar a una medida inicial de alivio de deuda de 3,3 millardos de $ para 19 de los países más pobres del mundo, con lo que el Banco Mundial esperaba condonar las deudas, todavía mayores que esos 3,3 millardos, que mantenían con él 17 países HIPC a mediados de 2006.
En diciembre de 2006 habían alcanzado el punto de terminación 21 países. Han pasado el punto de decisión 9 países adicionales y están trabajando hacia la terminación. Otros 10 países arrastran deudas insostenibles de acuerdo a los estándares de la Iniciativa HIPC, pero todavía tienen que alcanzar el punto de decisión. Hasta ahora, el FMI y el Banco Mundial han aprobado 35 millardos de $ para alivio de deuda según la Iniciativa. Otros 5 países han recibido 1,6 millardos de $ en ayuda de "rellenado" desde 2001.